# S/2003 J 12
클루사스는 목성의 자연위성으로, 태양계의 자연위성 중 가장 작다. 클루사스는 2003년 하와이 대학교의 스콧 S. 셰파드가 주도한 연구팀이 발견하였다.
클루사스는 목성을 1788만 킬로미터 거리에서 489일 주기로 돌며, 역행 위성이다. 황도를 기준으로 한 궤도 경사는 142.686°,목성의 적도를 기준으로 한 각도는 142.618°이며, 궤도 이심률은 0.4920이다. S/2003 J 12은 목성의 바깥쪽 불규칙 역행 위성 중에서는 가장 안쪽에 위치하며, 어떠한 위성군에도 속하지 않는다.
클루사스는 2003년 발견 이후 재관측이 이루어지지 않고 있으며, 잃어버린 상태로 간주되고 있다. 2018년에 이 위성을 재관측하는 계획이 진행 중이다.